# Boodabalu, Kollegal
Boodabalu là một làng thuộc tehsil Kollegal, huyện Chamarajanagar, bang Karnataka, Ấn Độ.